# Asesinato de José Francisco de Querol
El asesinato de José Francisco de Querol fue un atentado con coche bomba perpetrado el 30 de octubre de 2000 por la organización terrorista ETA en Madrid, tomando como objetivo al magistrado de la Sala de lo Militar del Tribunal Supremo José Francisco de Querol y Lombardero a su paso por la avenida de Badajoz a bordo de un vehículo oficial. El magistrado Querol resultó asesinado en el acto junto a su chófer y su guardaespaldas, mientras que uno de los 64 heridos, un conductor de autobús, falleció días después a causa de sus heridas. El atentado, uno de los tantos que ETA cometiera en Madrid, fue el más mortífero de la organización desde la ruptura en diciembre de 1999 de la tregua anunciada en septiembre de 1998.